# Lihadh Al-Gazali
Pour les articles homonymes, voir Ghazali (homonymie).
Lihadh Al-Gazali est une généticienne irakienne. Elle travaille au département de pédiatrie de l’université des Émirats arabes unis à 
al-Aïn. Ses recherches concernent la caractérisation de troubles héréditaires dans la population des Émirats arabes unis qui présente notamment un taux élevé de mariages consanguins. Sa contribution a permis de démontrer l’importance d’une consultation génétique pour la prévention de ces troubles.

## Récompenses
- En 2008, elle reçoit le Prix L'Oréal-Unesco pour les femmes et la science « Pour ses contributions à la caractérisation de troubles héréditaires »[4],[5].

## Publications
- Sevjidmaa Baasanjav, Lihadh Al-Gazali et al., « Faulty Initiation of Proteoglycan Synthesis Causes Cardiac and Joint Defects », The American Journal of Human Genetics, vol. 89, no 1,‎ juillet 2011, p. 15–27 (PMID 21763480, PMCID 3135799, DOI 10.1016/j.ajhg.2011.05.021)
- NA Akawi, L Al-Gazali et BR Ali, « Clinical and molecular analysis of UAE fibrochondrogenesis patients expands the phenotype and reveals two COL11A1 homozygous null mutations », Clinical Genetics, vol. 82, no 2,‎ août 2012, p. 147–156 (PMID 21668896, DOI 10.1111/j.1399-0004.2011.01734.x)
- Lihadh Al-Gazali, Christopher A. Walsh et al., « A Homozygous Mutation in the Tight-Junction Protein JAM3 Causes Hemorrhagic Destruction of the Brain, Subependymal Calcification, and Congenital Cataracts », The American Journal of Human Genetics, vol. 87, no 6,‎ décembre 2010, p. 882–889 (PMID 21109224, PMCID 2997371, DOI 10.1016/j.ajhg.2010.10.026)
- L. Al-Gazali et C. G. Woods, « A novel NGF mutation clarifies the molecular mechanism and extends the phenotypic spectrum of the HSAN5 neuropathy », Journal of Medical Genetics, vol. 48, no 2,‎ 26 octobre 2010, p. 131–135 (PMID 20978020, PMCID 3030776, DOI 10.1136/jmg.2010.081455)

## Vie privée
Elle est mariée avec Wessam Shather, un neurochirurgien avec lequel elle a 3 enfants.